# 1952 a filmművészetben

## Események
- január 24. – Bombayban megnyitják India első nemzetközi filmfesztiválját.
- szeptember 30. – bemutatkozik a Cinerama szélesvásznú film, Fred Waller jóvoltából, az első film a This Is Cinerama. A cinerama (panorámafilm) azonban nem terjed el, mert a három párhuzamosan vetített kép pontosan sohasem illik össze, és emiatt a kép minősége nem kielégítő.
- november 27. – Bwana Devil, az első 3-D film nagyjátékfilm bemutatója.
- bemutatják az első teljesen Eastmancolor-eljárással készült filmet Az oroszlán és a ló címen. Ettől kezdve az olcsóbb Eastmancolor filmeket a Technicolor helyett Hollywoodban is alkalmazzák.
- december 20. – Roger Vadim rendező házasságot köt Brigitte Bardot színésznővel.

## Sikerfilmek
Észak-Amerika
1. The Greatest Show on Earth, főszereplő Betty Hutton, Cornel Wilde, James Stewart, Charlton Heston, Dorothy Lamour, Lawrence Tierney és Gloria Grahame
2. Ivanhoe, főszereplő Robert Taylor, Elizabeth Taylor, Joan Fontaine és George Sanders
3. A Kilimandzsáró hava, főszereplő Gregory Peck, Susan Hayward és Ava Gardner
4. Sailor Beware – rendező Hal Walker
5. Jumping Jacks – rendező Norman Taurog
6. Délidő - rendező Fred Zinnemann
7. Son of Paleface – rendező Son of Paleface
8. Ének az esőben – rendező Stanley Donen és Gene Kelly
9. The Narrow Margin (Hajszál híján) – rendező Richard Fleischer

## Magyar filmek
- A 8. szabad május 1. – rendező Jancsó Miklós
- Bánk bán – rendező Révész György
- Civil a pályán – rendező Keleti Márton
- Első fecskék – rendező Bán Frigyes
- Erkel– rendező Keleti Márton
- A képzett beteg – rendező Makk Károly
- Nyugati övezet – rendező Várkonyi Zoltán
- Semmelweis – rendező Bán Frigyes
- Tűzkeresztség– rendező Bán Frigyes
- Vadvízország – rendező Homoki Nagy István
- Ütközet békében – rendező Gertler Viktor

## Díjak, fesztiválok
Oscar-díj (március 20.)
- Film:egy Amerikai Párizsban
- Rendező:George Stevens – Egy hely a nap alatt
- Férfi főszereplő: Humphrey Bogart – Afrika királynője
- Női főszereplő: Vivien Leigh – A vágy villamosa
- Férfi mellékszereplő: Karl Malden – A vágy villamosa
- Női mellékszereplő:Kim Hunter – A vágy villamosa
- Külföldi film:A vihar kapujában – Akira Kuroszava

1952-es cannes-i filmfesztivál
Berlini Nemzetközi Filmfesztivál (június 12–25.)
- Arany Medve:Egy nyáron át táncolt
- Ezüst medve:Királylány a feleségem
- Bronz medve: Kiáltsd, ez kedves vidék! – Korda Zoltán

## Filmbemutatók
- Hans Christian Andersen, főszereplő Danny Kaye és Farley Granger
- Ikiru
- The Importance of Being Earnest – rendező Anthony Asquith
- Invasion U.S.A. – rendező Alfred E. Green
- Tilos a játék – rendező René Clément
- Moulin Rouge
- My Six Convicts – rendező Hugo Fregonese
- Othello, rendező Orson Welles
- The Quiet Man, rendező John Ford
- The Sound Barrier, rendező David Lean
- This Is Cinerama – dokumentumfilm – rendező Merian C. Cooper és Gunther von Fritsch
- The World in His Arms – rendező Raoul Walsh
- A sorompók lezárulnak (Umberto D. – rendező Vittorio De Sica
- Az éjszaka szépei (Les Belles de nuit) – rendező René Clair
- Ének az esőben (Singin' in the rain) – rendező és főszereplő Gene Kelly
- Királylány a feleségem (Fanfan la Tulipe) – főszereplő Gérard Philipe et Gina Lollobrigida
- Hiroshima gyermekei – rendező Sindó Kaneto
- Róma 11 óra – rendező Giuseppe De Santis
- A fehér sejk (Lo sceicco bianco) – rendező Federico Fellini
- Viva Zapata! – rendező Elia Kazan

## Rajzfilmsorozatok
- Donald kacsa (1936)-(1956)
- Popeye, a tengerész (1933–1957)
- Tom és Jerry (1940–1958)

## Rövidfilmsorozatok
- The Three Stooges (1935–1959)

## Születések
- március 19. – Harvey Weinstein amerikai producer
- április 10. - Steven Seagal amerikai színész
- április 13. – Sinkovits-Vitay András, magyar színész, rendező
- május 5. – Szerencsi Éva, színésznő († 2004)
- május 20. – Szakácsi Sándor, színész († 2007)
- június 7. – Liam Neeson színész
- június 18. – Isabella Rossellini színésznő
- július 20. – Adrian Biddle operatőr († 2005)
- augusztus 18. – Patrick Swayze, amerikai színész († 2009)
- szeptember 5. – Balkay Géza, Jászai Mari-díjas magyar színész († 2006)
- szeptember 25. – Christopher Reeve, amerikai színész († 2004)
- szeptember 28. – Sylvia Kristel színésznő († 2012)
- szeptember 30. – Jack Wild színész
- október 5. – Clive Barker, angol író, filmrendező
- november 16. – Gálffi László színész
- november 30. – Mandy Patinkin amerikai színész, énekes
- december 9. – Michael Dorn amerikai színész

## Halálozások
- január 18. – Curly Howard humorista
- április 21. – Leslie Banks színész
- május 8. – Walter Fox amerikai producer
- október 23. – Susan Peters színésznő
- október 26. – Hattie McDaniel színésznő